# Guy Mauffroy
Guy Mauffroy est un footballeur français né le 24 septembre 1957 à Origny. Il jouait avant-centre. 

## Biographie
En 2008, il tient le café-brasserie "Le Fairfield" à Blagnac (Haute-Garonne) (Etablissement fermé en 2014).

## Carrière de joueur
- 1976-1979 :  Stade de Reims (55 matches et 3 buts en division 1)
- 1979-1980 :  Gazélec Ajaccio (en division 2)
- 1980-1982 :  Toulouse FC (en division 2)
- 1982-1983 :  RC Strasbourg (29 matches et 4 buts en division 1)
- 1983-1985 :  Stade français (en division 2)[1]

## Palmarès
- Finaliste de la Coupe de France en 1977 avec le Stade de Reims
- Champion de France de D2 en 1982 avec le Toulouse FC